# Papp-Zakor Ilka
Papp-Zakor Ilka (Kolozsvár, 1989. június 7. –) erdélyi magyar író, műfordító.
A Babeș–Bolyai Egyetem Bölcsészettudományi Karán végzett orosz–magyar szakon.
Angyalvacsora című prózakötete 2014-ben JAKkendő-díjat kapott, 2015-ben jelent meg a JAK és a Prae gondozásában. A 2018-as Ünnepi könyvhétre jelent meg Az utolsó állatkert című, második novelláskötete.
Műfordítóként Jerzy Pilch és Janusz Głowacki írásait fordította lengyelről magyarra.

## Művei
- Angyalvacsora; novellák, JAK–Prae.hu, Budapest, 2015 (JAK)
- Az utolsó állatkert. A cinizmus sorsa Kelet-Közép-Európában; novellák, Kalligram, Budapest, 2018
- Majd ha fagy; regény, Kalligram, Budapest, 2021
- A hasbeszélő visszhangot keres; regény, Kalligram, Budapest, 2024